# Giải César cho kịch bản gốc hay nhất
Giải César cho kịch bản gốc hay nhất là một giải César dành cho kịch bản phim được bầu chọn là hay nhất. Từ khi thành lập giải - năm 1976 - chỉ có một giải cho kịch bản, dù đó là kịch bản gốc hay kịch bản chuyển thể. Trong các năm 1983, 1984 và 1985, giải này được chia thành 2 thể loại: kịch bản gốc và kịch bản chuyển thể. Từ năm 1986 lại gộp thành 1 thể loại. Cuối cùng từ năm 2006, lại tách ra thành 2 thể loại: kịch bản gốc và kịch bản chuyển thể.
Dưới đây là danh sách các kịch bản gốc đoạt giải từ năm 2006:
- 2006: Radu Mihaileanu, phim Va, vis et deviens
- 2007: Rachid Bouchareb & Olivier Lorelle, phim Indigènes
- 2008: Abdellatif Kechiche, phim La Graine et le mulet
- 2009: Marc Abdelnour & Martin Provost, phim Séraphine
  - Rémi Bezançon, phim Le Premier Jour du reste de ta vie
  - Dany Boon, Franck Magnier & Alexandre Charlot, phim Bienvenue chez les Ch'tis
  - Philippe Claudel, phim Il y a longtemps que je t'aime
  - Arnaud Desplechin & Emmanuel Bourdieu, phim Un conte de Noël